# Augustín Malár

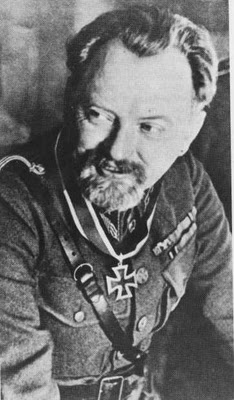
Augustín Malár

Augustín Malár (* 18. Juli 1894 in Reitern; † 28. Februar 1945 im KZ Sachsenhausen) war ein slowakischer General. Während des Zweiten Weltkriegs wurde ihm das Ritterkreuz des Eisernen Kreuzes verliehen, später starb er im KZ.

## Leben
In der Tschechoslowakischen Armee war Malár einer der wenigen höheren Offiziere slowakischer Nationalität. Nach Ausrufung des Slowakischen Staates im März 1939 war er einer der erfahrensten Generäle der slowakischen Armee und diente ab 1941 an der Ostfront.
Später war er Militärattaché in Italien und Deutschland, 1944 wurde er Kommandeur einer Gruppe aus zwei Divisionen, die die Slowakei gegen sowjetische Offensiven verteidigen sollte.
Aufgrund einer im Zusammenhang mit dem Slowakischen Nationalaufstand getätigten Radiorede nahmen ihn die Deutschen gefangen und verbrachten ihn ins KZ Sachsenhausen, wo er starb.